# Pogliano Milanese
Pogliano Milanese (Pojan in dialetto milanese, AFI: [puˈjãː]) è un comune italiano di 8 465 abitanti della città metropolitana di Milano in Lombardia. Comune dell'ex circondario di Gallarate, mandamento di Rho, fino al 1926 era detto soltanto Pogliano, l'attributo Milanese venne aggiunto per distinguerlo da altre comunità omonime in provincia di Como e di Torino.
Possiede una frazione denominata Bettolino.

## Geografia fisica
Il comune si trova nel comparto 1 del comprensorio milanese al confine con il comprensorio Ticino-Olona. Il territorio si estende con andamento pianeggiante lungo un asse longitudinale in direzione nord-est e sud-ovest, ed è attraversato in zona centrale dal fiume Olona. Per la sua collocazione geografica (km 20 da Milano e km 15 da Legnano), Pogliano si trova in un'area di forte concentrazione urbana, praticamente in una zona baricentrica rispetto a due grossi bacini industriali: Milano e Legnano.

## Storia
Antichissime sono le origini di Pogliano. Il suo nome è di origine latina, deriva da Publi Agmina, cioè "accampamenti di Publio", che sta ad indicare che qui risiedettero anticamente tali accampamenti e che si svolsero guerriglie contro i Cimbri ed i Teutoni che erano scesi in questa zona per saccheggiare, ma furono sconfitti dall'esercito Romano. Del fatto sono rimasti resti archeologici di valore nella zona dove ora sorge il cimitero. Vari sono i cronisti che parlano della storia di Pogliano, L'Amati nel suo dizionario geografico, la descrive come l'antica Polliamin, terra lombarda a nord-ovest di Milano, situata in una piccola e prospera pianura bagnata dal fiume Olona, che nasce dai monti del varesotto nell'oasi naturale del Parco Regionale Campo dei Fiori, bagna i territori di Legnano, Nerviano e Rho e sbocca a Milano a Bocca Ticinese. Ancora secondo l'Amati, Pogliano fu paese agricolo: già ai suoi tempi, precisa, prosperavano cereali di ogni genere, i prati erano tenuti bene, era ricchissima la coltivazione del gelso e quindi sviluppato l'allevamento del baco da seta. Il terreno argilloso e piuttosto arido era reso fertile da un intelligente sistema di irrigazione.

### Simboli
Lo stemma e il gonfalone sono stati concessi con decreto del presidente della Repubblica del 30 marzo 2004.
La stella d'argento
in campo d'oro è stata inserita, contravvenendo alla regola di contrasto dei colori, allo scopo di rappresentare la Stella d'Italia, quale speranza di un fulgido avvenire; la croce d'argento, in campo azzurro, simboleggia la fede nell'azzurro del cielo.
Il gonfalone è un drappo di giallo con la bordatura di azzurro.

## Monumenti e luoghi d'interesse
- Il centro (piazza AVIS - AIDO) dove sorgono municipio e banca;
- Il centro sportivo di Pogliano recentemente dedicato al comm. G. Moroni, ex sindaco di Pogliano;
- La chiesa dedicata alla Madonna dell'Aiuto, risalente al XIV secolo;
- Il piccolo parco di fianco alla scuola elementare, recentemente dedicato alla memoria di Maria Arcangela Perlini, levatrice condotta di Pogliano;
- Il Parco del Basso Olona.

## Società

### Evoluzione demografica
Abitanti censiti

## Cultura

### Media

#### Radio
Come molte località italiane, anche Pogliano Milanese ebbe una sua emittente radiofonica nell'era del massimo sviluppo del fenomeno (1975-1985). Si chiamava Radio Fox, e trasmise dal 1979 al 1980 sui 94,300 MHz in modulazione di frequenza dal retro di un negozio di hi-fi. La copertura era limitata a Pogliano Milanese ed ai paesi limitrofi, mentre i programmi consistevano prevalentemente in musica con qualche contributo informativo locale.

## Economia

### L'economia poglianese attraverso i secoli
Per molti secoli l'economia feudale dette al paese un carattere prettamente agricolo. L'agricoltura peraltro era favorita dalla sua posizione pianeggiante e dalla presenza del fiume Olona e del canale Villoresi, le cui acque favorivano l'irrigazione dei campi. Testimoniano questa economia agricola le numerose cascine-fattorie oggi ancora esistenti e i Mulini: la Cassinetta, la Grassina, il Mulino Litta, il Mulino Ragno e il Mulino san Giulio. Molte proprietà di famiglie nobili vennero vendute e nacquero piccole proprietà private, mentre la nascente industria assorbiva la manodopera e le produzioni della preesistente organizzazione agricola. La Filanda era situata nel centro del paese, dove ora sorge la Biblioteca: vi venivano portati i bozzoli da seta il cui allevamento era diffusissimo tra i Poglianesi.. Dopo la seconda guerra mondiale si verificò un cambiamento quasi radicale: crollato il mercato della seta e quindi l'allevamento del baco, diminuita l'importanza dell'economia agricola, l'industrializzazione provocò un esodo massiccio dall'agricoltura, specialmente nel corso degli anni Cinquanta. Numerose industrie sorsero verso gli anni Sessanta, ubicate soprattutto nella zona verso Bettolino, dove la strada statale del Sempione diventava importante mezzo di comunicazione, consentendo un rapido spostamento delle merci sulle più importanti arterie. L'attività industriale abbraccia oggi diversi settori: metalmeccanico, chimico, alimentare, tessile. Grossi complessi produttivi e molte attività artigianali, tutti di altissimo livello specialistico, oltre che validissime organizzazioni commerciali formano quel poliedrico sistema economico che rappresenta la risorsa vitale per la continuità del lavoro poglianese. A rendere complesso e composito il sistema contribuiscono anche settori meno appariscenti, ma altrettanto importanti, consentendo una salda tenuta anche in momenti difficili con un apporto economico non solo importante, ma addirittura essenziale. L'attività agricola è svolta da pochi contadini.

## Infrastrutture e trasporti
La stazione di Vanzago-Pogliano, situata sulla ferrovia Domodossola-Milano, è servita dalla linea S5 del servizio ferroviario suburbano di Milano esercitata da Trenord nell'ambito del contratto di servizio stipulato con la Regione Lombardia.
Fra il 1880 e il 1966 la frazione Bettolino era servita dalla tranvia Milano-Gallarate, gestita dalla STIE.

## Amministrazione
L'attuale Amministrazione è il risultato delle Elezioni Amministrative del giorno 26 maggio 2019 che ha rilevato una affluenza alle urne del 70,74%.
Il partito Insieme per Pogliano ha ricevuto 2385 voti (51,78%) ed è stato perciò eletto sindaco il candidato Carmine Lavanga.
L'opposizione è composta dal partito Vivere Pogliano, che ha ottenuto 1753 voti (38,06%) e dal partito sostenitore del Movimento 5 Stelle, che ha invece ottenuto 468 voti (10,16%).

## Galleria d'immagini

Chiesa di San Giuseppe
Santuario Madonna dell'Aiuto
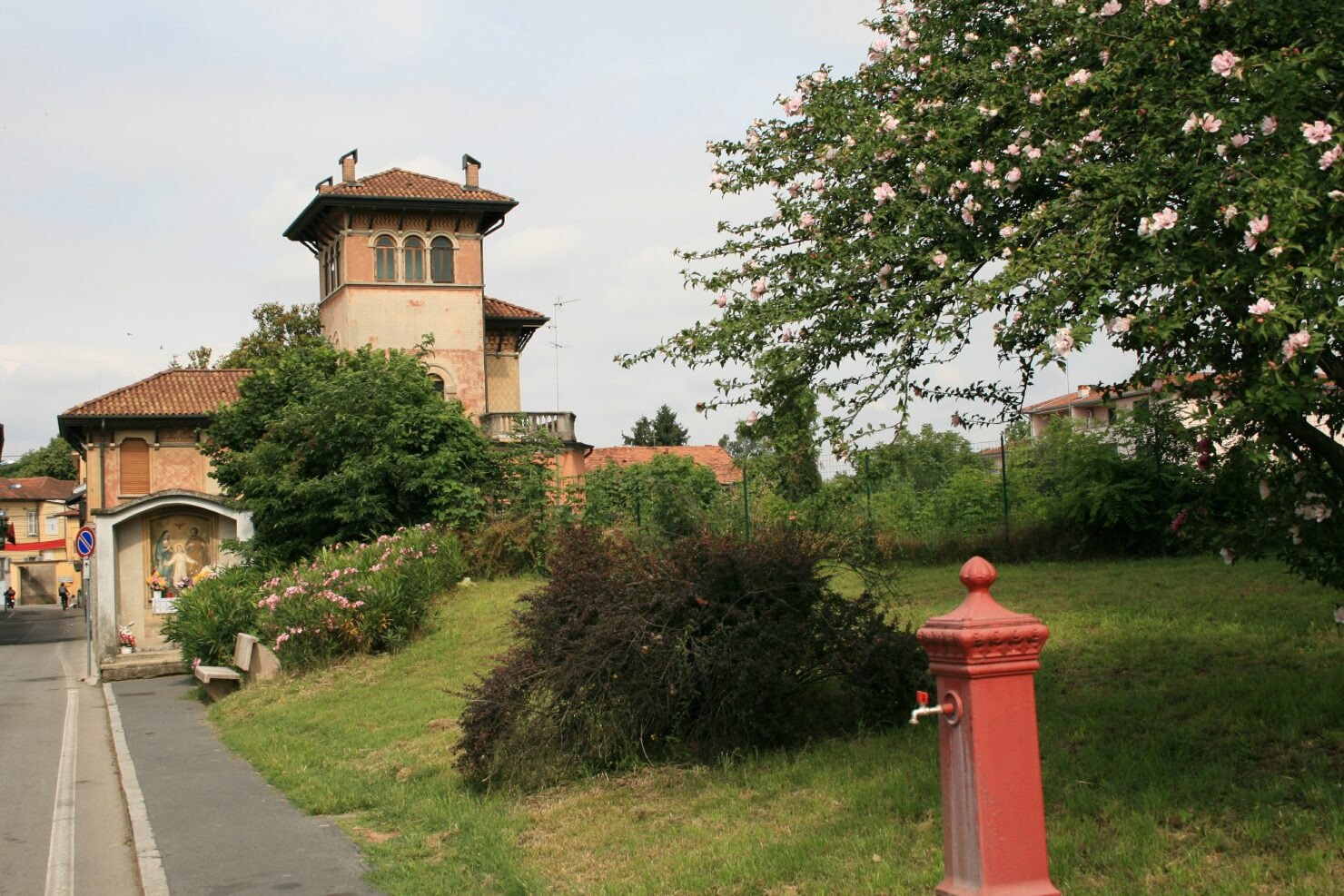
Scorcio del centro cittadino